# Tony Goldwyn
Anthony Howard Goldwyn (sinh ngày 20 tháng 5 năm 1960) là một nam diễn viên, đạo diễn và nhà sản xuất phim người Mỹ.

## Danh sách phim

### Điện ảnh
| Năm  | Tên                                                 | Vai                        | Ghi chú |
| ---- | --------------------------------------------------- | -------------------------- | ------- |
| 1986 | Friday the 13th Part VI: Jason Lives                | Darren                     |         |
| 1987 | Gaby: A True Story                                  | David                      |         |
| 1989 | Dark Holiday                                        | Ken Horton                 |         |
| 1990 | Ghost                                               | Carl Bruner                |         |
| 1992 | Kuffs                                               | Ted Bukovsky               |         |
| 1992 | Traces of Red                                       | Steve Frayn                |         |
| 1993 | The Pelican Brief                                   | Fletcher Coal              |         |
| 1994 | The Last Tattoo                                     | Capt. Michael Starwood     |         |
| 1995 | The Last Word                                       | Stan                       |         |
| 1995 | Nixon                                               |                            |         |
| 1995 | Reckless                                            | Tom                        |         |
| 1996 | The Substance of Fire                               | Aaron Geldhart             |         |
| 1997 | Trouble on the Corner                               | Jeff Stewart               |         |
| 1997 | Kiss the Girls                                      | Dr. William "Will" Rudolph |         |
| 1998 | The Lesser Evil                                     | Frank O'Brian              |         |
| 1999 | Tarzan                                              | Tarzan                     |         |
| 1999 | Pocahontas: The Legend                              |                            |         |
| 2000 | The 6th Day                                         | Michael Drucker            |         |
| 2001 | An American Rhapsody                                | Peter                      |         |
| 2001 | Bounce                                              | Greg Janello               |         |
| 2002 | Abandon                                             | Dr. David Schaffer         |         |
| 2002 | Joshua                                              | Joshua                     |         |
| 2002 | Kingdom Hearts                                      | Tarzan                     |         |
| 2003 | The Last Samurai                                    | Colonel Bagley             |         |
| 2003 | Ash Tuesday                                         | Elliott                    |         |
| 2005 | The Godfather of Green Bay                          | Big Jake Norquist          |         |
| 2005 | American Gun                                        | Frank                      |         |
| 2005 | Romance and Cigarettes                              | Kitty's First Love         |         |
| 2005 | The Sisters                                         | Vincent Antonelli          |         |
| 2005 | Ghosts never Sleep                                  | Jared Dolan                |         |
| 2009 | Poliwood                                            |                            |         |
| 2009 | The Last House on the Left                          | John Collingwood           |         |
| 2011 | The Mechanic                                        | Dean Sanderson             |         |
| 2014 | Dị biệt                                             | Andrew Prior               |         |
| 2015 | Những kẻ nổi loạn                                   | Andrew Prior               |         |
| 2016 | The Belko Experiment                                | Barry Norris               |         |
| 2017 | All I Wish                                          | Adam                       |         |
| 2017 | Mark Felt: The Man Who Brought Down the White House |                            |         |
| 2021 | King Richard: Huyền thoại nhà Williams              | Paul Cohen                 |         |
| 2023 | Oppenheimer                                         | Gordon Gray                |         |